# Franco Sorrenti
Franco Sorrenti (Melito di Porto Salvo, 28 marzo 1941 – Giappone, 17 febbraio 2002) è stato un musicista, chitarrista e paroliere italiano.

## Biografia
Nacque a Melito di Porto Salvo a pochi chilometri dalla sua città, Reggio Calabria.
Interruppe gli studi universitari di Giurisprudenza per dedicarsi all'attività di musicista.
Negli anni cinquanta entrò a far parte come chitarrista di un gruppo reggino, I Giaguari, esibendosi in matrimoni e feste di piazza prima a livello locale poi iniziando a spostarsi in altre località (Versilia, isola d'Elba, Veneto e Lombardia). Durante una di queste trasferte venne in contatto con il musicista piemontese Dino Crocco alla ricerca di un chitarrista per il gruppo che stava fondando, accettando la sua proposta.
Insieme con Dino Crocco, Alfredo "Fred" Ferrari, Mirko Mazza e Mario Bocca diede così vita al gruppo Dino e i quattro assi, che in seguito fu rinominato in Fredo e i quattro assi per poi assumere il nome definitivo di Scooters.
Nel 1966 il gruppo partecipò al Cantagiro proponendo il brano La motoretta. Il gruppo riscosse un discreto successo e arrivò a vendere anche in Argentina con un brano composto proprio da Sorrenti successivamente tradotto in lingua spagnola, Nace una vida.
Partecipò assieme al suo gruppo Gli Scooters al film Il Professore Matusa e i suoi hippies (insieme a Caterina Caselli, Little Tony e Riki Maiocchi) eseguendo Le pigne in testa.
Alla fine degli anni settanta, con il cambiamento dei gusti musicali, le attività del gruppo andarono via via diminuendo fino al loro definitivo scioglimento dopo altre incisioni a carattere melodico ed una lunga tournée in Argentina diventati famosi a Mar del Plata allo storico locale "L'enterprise" con due composizioni in particolare Nace una vida e El Poeta.
La maggior parte delle canzoni degli Scooters portano la sua firma in quanto era autore e arrangiatore dei pezzi.
Fece parte del gruppo chiamato Planetarium che nel 1971 registrarono Infinity un album strumentale di progressive rock. 
I membri dei Planetarium erano: Alfredo Ferrari - tastiere, Franco Sorrenti - chitarra solista, Giampaolo Pesce - batteria, Mirko Mazza - chitarra e Piero Repetto - basso.
Le canzoni presenti nell'album erano le seguenti:
- The Beginning
- Life
- Man (Part One)
- Man (Part Two)
- Love
- War
- The Moon
- Infinity

### Vita privata
Franco Sorrenti si trasferì con la famiglia (moglie e due figli) nella loro Reggio Calabria dove intraprese una serie di attività lavorative (scrivendo anche storie su Topolino per la Walt Disney) estranee al mondo musicale, a cui si riavvicinò professionalmente come musicista di piano bar a metà anni 80 a Reggio, poi per un lungo periodo a Roma dove anche per la distanza divorziò con la sua prima moglie e successivamente in Giappone. Fu in questo contesto che conobbe la sua futura seconda moglie, una giapponese di nome Mayumi Kamiyama, con la quale si trasferì in Giappone e si sposò. Qui proseguì nelle attività di chitarrista, esibendosi nei locali, e di compositore in lingua spagnola. Morì in Giappone per arresto cardiaco nel febbraio 2002.
La sua prima moglie morì per arresto cardiaco nell'ottobre 2009. Ha due figli: Elena e Luca e un unico nipote Gioele.

## Discografia con Gli Scooters

### Album con Gli Scooters
- 1968 - Sentimental (Victory)
- 1969 - Gli Scooters alla Capannina live (Victory, VY 10021)

### Singoli con Gli Scooters
- 1966 - La motoretta/Credimi amore mio (Jolly, J 20357)
- 1966 - Una minigonna/Le pigne in testa (Jolly, J 20400)
- 1967 - Mi seguirai/Ieri, oggi e domani (Jolly, J 20412)
- 1967 - La figlia del re del pomodoro/Se fossi re (Jolly, J 20434)
- 1968 - Zum bai bai/Nasce una vita (Victory, vy 018)
- 1968 - Divorzista/Romanzo (Victory, vy 021)
- 1969 - È già mattino/Strana estate (Victory)
- 1970 - Il circo/El circo (Victory)

### Singoli esteri
- 1970 - Nace una vida/La realtà (pubblicato in Spagna)

### Album con i Planetarium
- 1971 - Infinity (Victory)

### Singoli con i Planetarium
- 1971 - Love/Life (Victory, VY 052)
- 1971 - Man (Part II)/The Moon (Victory, VY 053)

### Curiosità
- La canzone Mi seguirai fu eseguita anche dalla band inglese The Tremeloes con il titolo "Be Mine"
- Nel 1968 scrisse la musica per la canzone Jos Vain Voit Luottaa della band Finlandese Islanders insieme a Alfredo Ferrari, Giuseppe Moschini, Mike Smith e Vito Pallavicini per l'etichetta Scandia – KS 755.
- Nel 1976 scrisse la musica della canzone Last Dream del gruppo Donald Duck Band per l'etichetta Atlas Records.
- Nel 1976 scrisse assieme a Stuart Ward per il gruppo  Airon  la canzone  Last Dream etichetta Atlas Records – AT 071.
- Scrisse la canzone Madly dei Redstone per l'etichetta Clover – CL/171.